# Montaner Zonen-Milchling
Der Montane Zonen-Milchling (Lactarius zonarioides) ist eine Pilzart aus der Familie der Täublingsverwandten (Russulaceae). Es ist ein mittelgroßer bis großer Milchling mit einem lebhaft ockergelb bis orangebraun gefärbten und gezonten Hut. Der scharf schmeckende und ungenießbare Milchling wächst in Bergnadelwäldern unter Fichten und Tannen, die Fruchtkörper erscheinen zwischen September und Oktober. Er wird auch Fichten-Zonen- oder Fuchsiger Milchling genannt.

## Merkmale

### Makroskopische Merkmale
Der Hut ist 3–13 cm breit, jung flach gewölbt, dann ausgebreitet und in der Mitte niedergedrückt und später trichterförmig vertieft. Der Rand bleibt lange eingebogen. Die Hutoberfläche ist glatt, klebrig bis schleimig und bei älteren Exemplaren glänzend. Meist ist der Hut deutlich gezont und warm ockergelb bis orangebraun gefärbt und mitunter lehmbraun bis cremefarben gezont. Im Alter kann der Hut etwas ausblassen.
Die Lamellen sind breit angewachsen oder laufen leicht herab. Sie sind ziemlich schmal bis mittelbreit und stehen ziemlich gedrängt. In Stielnähe sind sie häufig gegabelt. Die jung blass cremefarbenen Lamellen sind später blass rötlichocker gefärbt, auch das Sporenpulver ist ockergelb bis rötlichocker.
Der zylindrische oder zur Basis hin leicht verjüngte Stiel ist 2–10 cm lang und 1–2,5 cm breit. Die Oberfläche ist glatt und trocken. Jung ist der Stiel weißlich bis blass cremefarben und bereift, später ist er hell ockerfarben und manchmal gelbbräunlich gefleckt. Das Stielinnere ist anfangs voll und später ausgestopft oder gekammert-hohl.
Das weiße, feste Fleisch riecht fruchtig und schmeckt nach einigen Augenblicken sehr scharf. Es kann im Anschnitt schwach röten, wird aber nach ein bis zwei Stunden hellgrau (mit olivgrauer Tönung). Die weiße, weitgehend unveränderliche Milch fließt ziemlich reichlich und trocknet olivgräulich ein. Der Geschmack ist nach einer Weile sehr scharf.

### Mikroskopische Merkmale
Die fast rundlichen bis elliptischen Sporen sind durchschnittlich 8,9–9,2 µm lang und 7,0–7,6 µm breit. Der Q-Wert (Quotient aus Sporenlänge und -breite) ist 1,1–1,3. Das Sporenornament wird bis zu 0,5–0,75 (1) µm hoch und besteht aus zahlreichen, verlängerten Warzen und Rippen, die perlenkettenartig aufgereiht, aber nur spärlich netzartig verbunden sind und niemals ein vollständiges Netzwerk bilden. Der Hilarfleck ist inamyloid.
Die selten 2- und meist 4-sporigen, zylindrischen bis leicht keuligen Basidien sind 40–52 (70) µm lang und 11–13 µm breit. Die 35–50 µm langen und 4–6 µm breiten Pleuromakrozystiden sind spindelförmig und häufig. Die Spitze ist oft perlenkettenartig oder gegabelt. Auf der sterilen Lamellenschneide sitzen zahlreiche Parazystiden und einige Cheilomakrozystiden. Die annähernd zylindrischen bis keuligen Parazystiden sind 10–15 (20) µm lang und 5–8 µm breit, die spindelförmigen Cheilomakrozystiden sind 25–32 µm lang und 3–6 µm breit, die Spitze ist oft perlenkettenartig eingeschnürt.
Die Huthaut (Pileipellis) ist eine Ixocutis, die aus mehr oder weniger parallel liegenden, 1–4 µm breiten, gelatinisierten Hyphen besteht.

## Artabgrenzung
Der Montane Zonen-Milchling unterscheidet sich mikroskopisch vom Blassen Zonen-Milchling (L. evosmus) und dem Schönen Zonen-Milchling (L. zonarius) durch die klar größeren Sporen. Außerdem ist er im Bergnadelwald zu finden, während die anderen beiden Laubwaldarten sind. Das Sporenornament gleicht dem des Queraderigen Milchlings (L. acerrimus), der anhand der queradrig-verbundenen Lamellen und den zweisporigen Basidien aber leicht unterschieden werden kann. Auch der Lärchen-Reizker (L. porninsis), der ebenfalls im Bergnadelwald vorkommt, kann ähnlich aussehen, hat aber eine milde Milch und wächst unter Lärchen.

## Ökologie
Der Montane Zonen-Milchling ist ein Mykorrhizapilz, der mit Fichten und Tannen vergesellschaftet ist. Er wächst gern in Bergnadelwäldern, die eine ausgeprägte Krautschicht haben. Der Milchling mag frische, gern auch nährstoffreichere Böden, die unterschiedlich basengesättigt sein können. Die Fruchtkörper erscheinen einzeln oder gesellig zwischen August und September.

## Verbreitung

Verbreitung des Montanen Zonen-Milchlings in Europa. Grün: Milchling wurde nachgewiesen. Weiß: Milchling fehlt. Grau: Keine Quellen.

Die Art ist in Fennoskandinavien ziemlich häufig, in Zentraleuropa kommt der Milchling meist nur im Bergland vor. In Deutschland ist der Montane Zonen-Milchling selten, in Österreich und der Schweiz zerstreut bis verbreitet, aber nicht häufig.

## Systematik
Der Montane Zonen-Milchling wurde 1954 von Kühner und Romagnesi als Lactarius zonarioides neu beschrieben. Die Art ist synonym zu Lactarius insulsus im Sinne von G. Bresadola, L. bresadolanus Sing. bzw. L. bresadolianus (unkorrekte Schreibweise) und L. zonarius im Sinne von Konrad und Maublanc.
Laut Heilmann-Clausen könnte sich auch Fries Lactarius insulsus (Fr, Fr.) Fr. auf diese Art beziehen. Da dieser Name aber in der Vergangenheit ganz unterschiedlich interpretiert wurde, sollte er als "nomen dubium" angesehen und nicht mehr verwendet werden.

### Infragenerische Systematik
Der Montane Zonen-Milchling wird von Basso, Bon und Heilmann-Clausen in die Untersektion Zonarii gestellt, die in der gleichnamigen Sektion Zonarii steht (Sektion Piperites bei Bon). Die Vertreter der Untersektion haben mehr oder weniger gezonte Hüte, die schmierig bis schleimig und weißlich, gelblich, ockerbraun oder orangebraun gefärbt sind. Die weiße, mehr oder weniger unveränderliche Milch schmeckt scharf.

## Bedeutung
Der scharf schmeckende Milchling ist kein Speisepilz.